# 范国泰
范国泰（？年—？年），浙江会稽县（今浙江绍兴）人，是一名清朝政治人物。
范国泰曾于1772年接替郭本材任崇明县知县一职，1780年由林培选接任。